# SCE Studios Santa Monica
Santa Monica Studio är en amerikansk datorspelsutvecklare och en del av SCE Worldwide Studios och som ägs av Sony Computer Entertainment . Företaget har sitt huvudkontor i Los Angeles, Kalifornien och grundades av Allan Becker år 1999. Företaget är mest känt för utvecklingen av God of War-spelen.

## Speltitlar
| Speltitel                     | Datum | Format                        |
| ----------------------------- | ----- | ----------------------------- |
| Kinetica                      | 2001  | Playstation 2                 |
| God of War                    | 2005  | Playstation 2                 |
| flOw                          | 2007  | Playstation Network           |
| God of War II                 | 2007  | Playstation 2                 |
| God of War: Betrayal          | 2007  | Mobiltelefon                  |
| Warhawk                       | 2007  | Playstation 3                 |
| God of War: Chains of Olympus | 2008  | Playstation Portable          |
| God of War: Collection        | 2009  | Playstation 3                 |
| God of War III                | 2010  | Playstation 3                 |
| Fat Princess: Fistful of Cake | 2010  | Playstation Portable          |
| God of War: Ghost of Sparta   | 2010  | Playstation Portable          |
| God of War III: Remastered    | 2015  | Playstation 4                 |
| God of War                    | 2018  | Playstation 4                 |
| God of War Ragnarök           | 2022  | PlayStation 4 , PlayStation 5 |